# 凱氏隱帶麗魚
凱氏隱帶麗魚，為輻鰭魚綱鱸形目隆頭魚亞目慈鯛科的其中一種，分布於南美洲巴西Apeú及Caete河流域，體長可達3.6公分，生活在河川中底層水域，生活習性不明。

## 擴展閱讀
維基物種上的相關：凱氏隱帶麗魚